# Pierre Nicholas Dorsaz

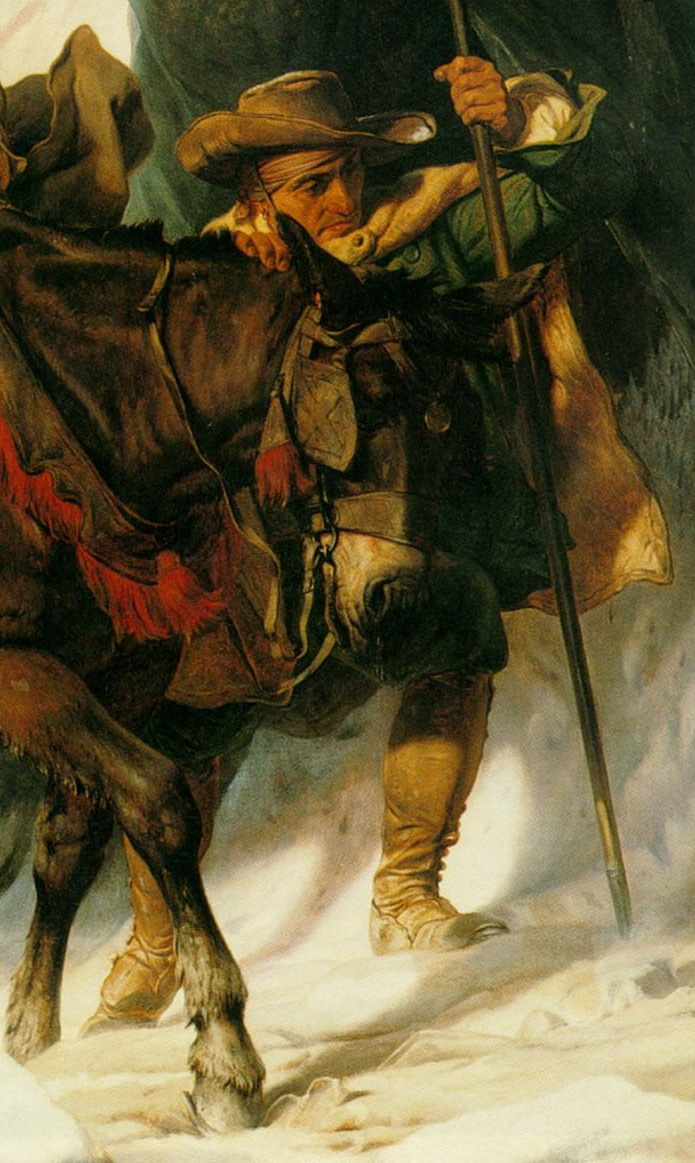
Pierre Nicholas Dorsaz conduzindo a mula que levou Napoleão Bonaparte a atravessar os Alpes (Bonaparte cruzando os Alpes de Paul Delaroche).

Pierre Nicholas Dorsaz foi um habitante da localidade de Bourg-Saint-Pierre, que serviu de guia a Napoleão Bonaparte quando este cruzou os Alpes em 1800 pelo passo do Grande São Bernardo. A viagem foi parte do plano de Napoleão para chegar inesperadamente a Itália e surpreender o exército austríaco.
Há dificuldade em confirmar os nomes de Dorsaz. A correspondência oficial de Napoleão cita-o como "Pierre Nicholas", mas outros chamam-no Jean Pierre Dorsaz. Émile Bégin, na sua Histoire de Napoleon de 1853, dá-lhe o nome de Jean Baptiste Dorsaz. Bégin declara que Dorsaz era parente de Jean Nicholas Dorsaz, secretário da comuna, que relatou a história a Bégin em 1851.